# 동부일렉트로닉스
동부일렉트로닉스는 1956년 8월 28일에 설립된 회사로 설립 당시 비메모리 반도체 파운드리가 주 사업영역이었다. 이후 2006년 3월 24일 동부일렉트로닉스로 상호를 변경하였다. 동부일렉트로닉스는 2007년 5월 동부한농에 합병되었으며 이때 상호는 동부하이텍으로 변경되었다.

## 연혁
- 1956.08.28 아남산업주식회사 설립
- 1968.03 반도체 사업 착수
- 1992.04 카메라사업 착수
- 1998.03.20 아남반도체주식회사로 상호 변경
- 1998.10 기업개선작업 (Work-Out) 신청
- 1999.02 기업개선작업 확정
- 1999.05.17 아남반도체주식회사 광주공장을 미국 Amkor Tecgnology, Inc.에 양도(양도가액 695,014백만원(US$575백만불))
- 1999.06 아남반도체주식회사 산전사업부를 프랑스 르그랑에 양도(양도가액 450억원)
- 2000.04.30 성수동, 부천, 부평공장 반도체조립사업부를 미국 Amkor Technology, Inc.에 양도(양도가액 1,054,785백만원(US$9억5천만불))
- 2000.07 기업구조조정협약 (Work-Out) 적용 해제
- 2002.11 동부그룹 계열편입
- 2004.12.21 동부전자(주) 흡수합병 등기, 동부아남반도체주식회사로 상호 변경
- 2006.03.24 동부일렉트로닉스주식회사로 상호 변경
- 2007.05 동부한농에 합병(합병 후 동부한농은 상호를 동부하이텍으로 변경)